# Liste der Naturdenkmale in Laatzen
Die Liste der Naturdenkmale in Laatzen nennt die Naturdenkmale in Laatzen in der Region Hannover in Niedersachsen. Die Aufgaben der unteren Naturschutzbehörde hat die Stadt Laatzen übernommen.

## Naturdenkmale
Im Gebiet der Stadt Laatzen sind 5 Naturdenkmale verzeichnet.
| Bild                          | Bezeichnung                 | Ort, Lage                                          | Beschreibung | Schutzzweck | Nummer   |
| ----------------------------- | --------------------------- | -------------------------------------------------- | ------------ | ----------- | -------- |
| Fotos hochladen               | Stieleiche                  | Laatzen Eichstraße (52° 18′ 54″ N, 9° 47′ 24,3″ O) |              |             | ND-H 032 |
| Fotos hochladen               | Eichengruppe                | Laatzen (52° 18′ 59,5″ N, 9° 48′ 32,5″ O)          |              |             | ND-H 134 |
| Fotos hochladen               | Linde und Eibe              | Gleidingen (52° 16′ 29,5″ N, 9° 50′ 22,6″ O)       |              |             | ND-H 135 |
| Fotos hochladen               | Esche, Bergulme und Robinie | Gleidingen (52° 16′ 11,4″ N, 9° 50′ 21,6″ O)       |              |             | ND-H 136 |
| mehr Fotos \| Fotos hochladen | Delmer Eichen               | Ingeln-Oesselse (52° 15′ 43,4″ N, 9° 53′ 29,3″ O)  |              |             | ND-H 154 |